# Karl Ziegler
Karl Ziegler (Helsa, Alemanya, 26 de novembre de 1898 - Mülheim, 12 d'agost de 1973) fou un químic i professor universitari alemany guardonat amb el Premi Nobel de Química l'any 1963.

## Biografia
Va néixer el 26 de novembre de 1898 a la ciutat de Helsa, ciutat situada a l'estat alemany de Hessen i prop de la ciutat de Kassel. Va estudiar química i es va doctorar l'any 1923 a la Universitat de Marburg i va exercir l'ensenyament a Frankfurt i Heidelberg, fins que l'any 1943 va ser nomenat director de l'Institut Max Planck d'Investigacions sobre el Carbó, situat a la ciutat de Mülheim.
Va morir l'11 d'agost de 1973 a la seva residència de Mülheim, situada a l'estat de Rin del Nord-Westfàlia.

## Recerca científica
Va iniciar la seva recerca estudiant les reaccions entre els compostos organometàl·lics, especialment de liti, i el butandiè, i més tard va descobrir que els compostos d'alumini es comportaven de manera anàloga amb l'etilè. El resultat d'aquesta recerca prèvia fou la fabricació l'any 1953 de polietilè mitjançant un procediment a baixa pressió, segons el qual l'etilè forma llargues cadenes d'addició amb el catalitzador d'alumini.
L'any 1963 fou guardonat amb el Premi Nobel de Química, al costat del químic italià Giulio Natta, pels seus treballs en la tecnologia dels polímers d'alta massa molecular.
També va treballar en la química dels radicals químics amb carboni trivalent i en la síntesi de compostos policíclics com la cantaridina.